# Tusen gånger starkare (film)
Tusen gånger starkare är en svensk ungdomsfilm från 2010. Filmen är baserad på Christina Herrströms Augustnominerade bok med samma namn. Filmen handlar om en klass som domineras av killarna men där ordningen förändras när en ny elev tillkommer, varefter kaos uppstår.

## Handling
Filmen skildrar Signe, en 15-årig blyg tjej som går i en stökig högstadieklass som leds av läraren Olle och domineras av killarna som kan bete sig och får som de vill utan tillsägelse eller motsättning från lärarna. Killarna bestämmer vilka tjejer som duger eller inte. De flesta tjejerna vågar inte säga något på lektionerna och ignoreras av lärarna. En dag får klassen en ny elev, Saga. Hon lockar tjejernas intresse och får respekt från tjejerna genom sin ovanliga bakgrund och mönsterbrytande utseende, och får uppdraget av Olle att ge tjejerna mer plats i klassrummen. Hon är "tusen gånger starkare" än de andra tjejerna då hon vågar ta plats på samma sätt som killarna. Detta uppskattas av tjejerna som tar mod till sig och följer hennes exempel och får alltmer att säga till om på lektionerna, men det leder till kaos och ogillas starkt av killarna som känner sig hotade, och även av Olle eftersom det gör att hans invanda beteendemönster ifrågasätts och han tar killarnas parti. Olle ändrar till slut undervisningsform till individuellt arbete för att se om läget då blir bättre i klassen. Mimi och Ludde stör med trams och Saga säger till flera gånger. Olle konstaterar att situationen i klassen blivit mer infekterad sedan hon tillkom. Saga kallar honom hycklare och lämnar klassen. Signe reser sig upp och säger att hon håller med Saga, och Saga konstaterar att Signe inte är som de andra i klassen. Enligt Signe kände tjejerna att de hade alla emot sig när de slog tillbaka, och blev följaktligen rädda.

## Om filmen
Filmen är till stor del inspelad på Eriksdalsskolan i Stockholm och hade biopremiär den 24 september 2010. Filmen är tillåten från 7 år.

## Rollista
- Judit Weegar - Signe, huvudperson/berättare
- Julia Sporre - Saga
- Happy Jankell - Mimi
- Hjalmar Ekström - Ludde
- Tina Pourdavoy - Teres
- Fanny Klefelt - Linda
- Sara Linderholm - Selma
- Pierina Rizzo - Tova
- Nathalie Fredholm - Hilda
- Allis Lindqvist - Mira
- Charlie Gustafsson - Viktor
- Gustaf Mardelius - Samuel
- Joakim Lang - Leo
- Fredrik Johansson - Magnus
- Jacob Ericksson - Olle, SO-, NO- och klasslärare
- Katarina Cohen - Mia, bildlärare
- Göran Ragnerstam - Örjan, gymnastiklärare
- Sten Elfström - rektor
- Gerd Hegnell - mattant
- Jonas Kruse - pappan